# Риль, Вильгельм Генрих
Вильгельм Генрих Риль (нем. Wilhelm Heinrich Riehl; 6 мая 1823, Бибрих — 16 ноября 1897, Мюнхен) — немецкий историк культуры, социолог и писатель. Отец художницы Елены Риль и историка искусства Бертольда Риля.
Родился в семье дворецкого герцога Нассауского. В 1841—1843 гг. изучал теологию в Марбурге, Тюбингене и Гиссене, затем философию и историю искусств в Бонне; среди учителей Риля был, в частности, Эрнст Мориц Арндт.

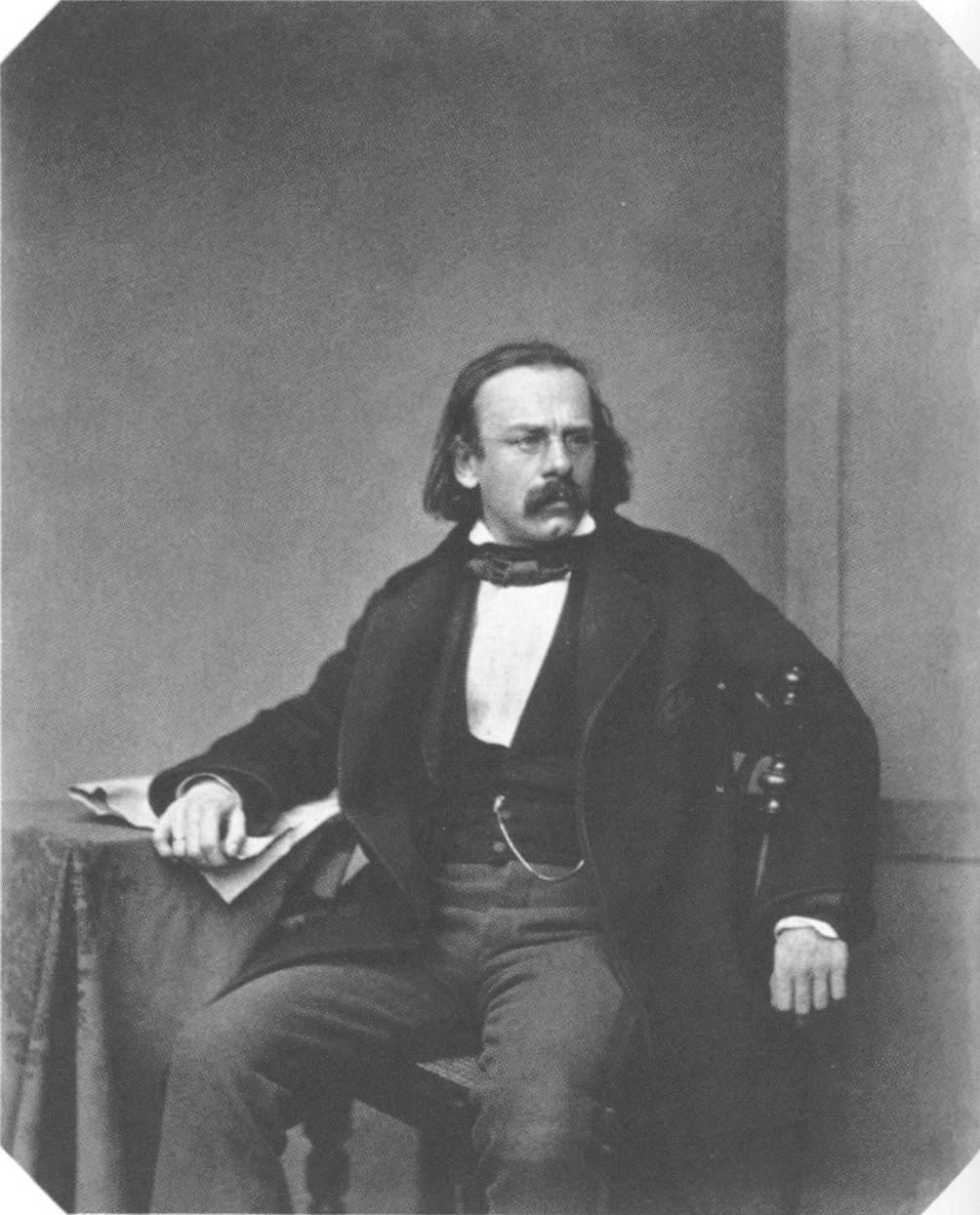
Вильгельм Генрих Риль на фотографии Франца Ганфштенгля (около 1860 г.)

В 1848 г. был членом немецкого парламента; в 1848—51 гг. издавал консервативную «Nassauische Allgemeine Zeitung» и в то же время заведовал музыкальной её частью, позже был редактором аугсбургской «Allgemeine Zeitung», наконец профессором мюнхенского университета. 

## Печатные труды
Сочинения Р.: «Die bürgerliche Gesellschaft» (Штутгарт, 1851; 8 изд., 1885; русский перевод, СПб., 1883), «Land und Leute» (Штутгарт, 1853; 9 изд., 1894), «Die Familie» (Штутгарт, 1855; 10 изд., 1889), «Wanderbuch» (Штутгарт, 1869; 3 изд., 1892) — эти четыре сочинения составили одно целое, под заглавием: «Naturgeschichte des Volkes als Grundlage einer deutschen Socialpolitik»; «Kulturgeschichtliche Novellen» (Штутгарт, 1856; 3 изд., 1864), «Die Pfälzer» (Штутгарт, 1857; 2 изд., 1858), «Kulturstudien aus drei Jahrhunderten» (Штутгарт, 1859; 5 изд., 1896), «Die deutsche Arbeit» (Штутгарт, 1861; 3 изд., 1884), «Geschichten aus alter Zeit» (Штутгарт, 1863—65), «Musikalische Charakterköpfe» (Штутгарт, 1853—77; новейшее издание, 1886; ряд исторических эскизов искусства, в которых Р. связывает историю музыки со всеобщей историей культуры), «Neues Novellenbuch» (Штутгарт, 1867), «Freie Vorträge» (Штутгарт, 1873 и 1885), «Aus der Ecke, neue Novellen» (Билефельд, 1875; 3 изд., Штутгарт, 1890), «Gesammelte Geschichten und Novellen» (Штутгарт, 1871), «Am Feierabend» (6 повестей; Штутгарт, 1880), «Lebensrätsel» (5 повестей; Штутгарт, 1888), «Kulturgeschichtliche Charakterköpfe, aus der Erinnerung gezeichnet» (Штутгарт, 1891; 2 изд., 1892), «Religiöse Studien eines Weltkindes» (Штутгарт, 1894; 3 изд., 1895). После смерти Р. появился его единственный роман: «Ein ganzer Mann» (Штутгарт, 1897).